# تاشلا (باشقیرستان)
تاشلا (انگلیسی: Tashla, Republic of Bashkortostan) یک شهرک در شهرستان گافوریسکی استان باشقیرستان کشور روسیه است.